# Терцет
Терце́т, трёхстишие (от итал. terzetto) — строфа из трех стихов, обычно в рифмованном стихотворении.
Терцет является обязательным структурным элементом ряда твёрдых форм — в частности, сонета, терцин и вилланели; одиночным терцетом, построенным по особым правилам, завершается также секстина.
По-видимому, рифмованное трёхстишие было введено в практику мировой поэзии Данте и Петраркой, разработавшими структурные схемы терцин и сонета соответственно.
Nel mezzo del cammin di nostra vita
mi ritrovai per una selva oscura,
ché la diritta via era smarrita.
Ahi quanto a dir qual era è cosa dura
esta selva selvaggia e aspra e forte
che nel pensier rinova la paura!
(Данте Алигьери, Боже́ственная коме́дия, Ад, I, 1-6)
Применительно к нерифмованным стихотворениям и к самостоятельным трёхстрочным текстам (в частности, к хайку) в русской практике термин «терцет» обычно не употребляется.